# Алкацев, Михаил Иосифович
Михаил Иосифович Алкацев (26 февраля 1926, Моздок — 24 сентября 2020) — доктор технических наук, профессор кафедры «Металлургии Цветных металлов (МЦМ)» Северо-Кавказского горно-металлургического института (государственного технологического университета), главный редактор научного журнала «Труды молодых учёных». Заслуженный деятель науки РФ (2002).

## Биография
Родился 26 февраля 1926 года в Моздоке, но детство Михаила Иосифовича прошло в Галоне. Отцу Михаила предложили должность мастера компрессорной станции в Садоне, и семья переехала туда.
Окончил Северо-Кавказский горно-металлургический институт (СКГМИ).
В 1948—1952 гг. работал в Верхней Пышме на медно-электролитном заводе мастером, затем технологом электролитного цеха.
С 1952 года в СКГМИ: аспирант — ассистент — доцент — профессор.
Тема кандидатской диссертации (1959) — «Электролитический способ осаждения золота из цианистых растворов». Тема докторской диссертации (1991) — «Теоретические основы процессов цементации и некоторые практические приложения».
Заслуженный деятель науки РФ (2002). Награжден орденом «Знак Почёта», медалью «За доблестный труд в Великой Отечественной войне 1941—1945 гг.».
Умер 24 сентября 2020 года.

## Научные труды
- Процессы цементации в цветной металлургии / М. И. Алкацев. — М. : Металлургия, 1981. — 114. : ил.; 22 см.
- Теоретические основы процессов цементации / М. И. Алкацев. — Владикавказ : Терек, 1994. — 70 с. : ил., табл.; 21 см.
- Электрические, электромагнитные и тепловые процессы в рудно-термических печах как объектах с распределенными параметрами [Текст] / П. А. Воронин, Д. В. Мамонтов, М. И. Алкацев; Под ред. проф., д-ра техн. наук М. И. Алкацева. — Владикавказ, 1997. — 245 с. : ил., табл.; 21 см; ISBN 5-88734-016-9 : 500 экз.